# Johann Benjamin Michaelis

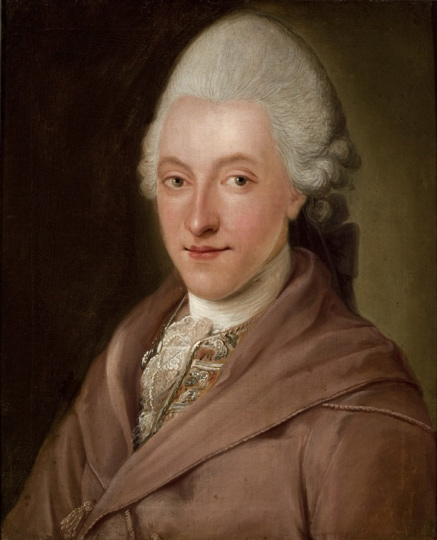
Porträt von 1770

Johann Benjamin Michaelis (* 31. Dezember 1746 in Zittau; † 30. September 1772 in Halberstadt) war ein deutscher Dichter.

## Leben
Michaelis war Sohn eines verarmten Händlers. Er besuchte das Gymnasium Zittau. In diese Zeit fallen seine ersten Gedichte. Da ihm der Hof in Dresden ein Stipendium gewährte, konnte er am 6. Juli 1764 an der Universität Leipzig immatrikuliert werden. Er nahm ein Studium der Medizin auf. Er freundete sich mit Johann Gottfried Dyck und Christian Heinrich Schmid an und kam 1766 mit seinem späteren Gönner Johann Wilhelm Ludwig Gleim in Kontakt. Sein Studium wurde durch eine längere Krankheit unterbrochen und erst 1768 kehrte er nach Leipzig zurück. In dieser Zeit arbeitete er an Schmids Anthologie der Deutschen (1769) sowie am Almanach der deutschen Musen (Leipziger Musenalmanach) mit.
Michaelis erhielt 1769 eine Hofmeisterstelle und kam 1770 auf Vermittlung von Gotthold Ephraim Lessing als Redakteur zur Zeitung Hamburgischer Correspondent. Dort übernahm er die Stelle von Albrecht Wittenberg. Wieder auf Vermittlung Lessings wurde er Teil der Seylerschen Schauspiel-Gesellschaft, für die er nun schrieb. Er reiste mit dieser von Hamburg nach Lübeck, Hannover, Hildesheim und Osnabrück. 1771 ließ er sich bei Gleim in Halberstadt nieder und verblieb dort bis zu seinem Tod. Er litt unter Hypochondrie und einer schwachen Gesundheit.

## Werke (Auswahl)
- Einzele [sic!] Gedichte. Sammlung dem Herrn Canonicus Gleim gewiedmet, Crusius, Leipzig 1769. (Digitalisat)
- Amors Gukkasten: Eine Operette in Einem Aufzuge, Dyck, Leipzig 1772. (Digitalisat)
- Johann Benjamin Michaelis Poetische Werke, Krieger, Gießen 1780.
- Die Schatten, Schmieder, Karlsruhe 1783. (Digitalisat)
- Sämmtliche poetische Werke. Erste vollständige Ausgabe. [Sammlung der vorzüglichsten Werke Deutscher Dichter und Prosaisten; Bände XVII–XX], Schraembl, Wien 1791. 4 Bände.
  - Band 1: (Digitalisat)
  - Band 2: (Digitalisat)
  - Band 3: (Digitalisat)
  - Band 4: (Digitalisat)